# Salto de Pirapora
Salto de Pirapora est une municipalité brésilienne de l'État de São Paulo et la Microrégion de Sorocaba.